# Morti nel 1545
| Questa pagina contiene informazioni ricavate automaticamente dalle voci biografiche con l'ausilio del template Bio e di un bot. L'aggiornamento è periodico e automatico e ricostruisce completamente la pagina. Se manca una persona in questa lista, sei pregato di non aggiungerla, ma accertati piuttosto che la sua voce biografica contenga il template Bio e che i dati anagrafici siano correttamente compilati. Se il template Bio manca, inseriscilo tu stesso o, in alternativa, metti l'avviso {{tmp\|Bio}} che ne segnala la mancanza. Se i dati riportati sono sbagliati, correggi direttamente la voce biografica; le modifiche saranno visibili in questa lista entro pochi giorni. Per chiarimenti vedi il progetto biografie. La lista contiene solo le 57 persone che sono citate nell'enciclopedia e per le quali è stato implementato correttamente il template Bio. Pagina aggiornata al 2 giu 2025. |

## Gennaio(2)
- 2 gennaio - Paolo Torelli, conte italiano (n. 1509)
- 16 gennaio - Georg Burkhardt, umanista e teologo tedesco (n. 1484)

## Marzo(2)
- 1º marzo - Radu VII Paisie, principe
- 6 marzo - Georg Helt, umanista e teologo tedesco

## Aprile(4)
- 3 aprile - Antonio de Guevara, scrittore e vescovo cattolico spagnolo
- 4 aprile - Walter von Cronberg, nobile tedesco
- 10 aprile - Costanzo Festa, compositore italiano
- 22 aprile - Ludovico X di Baviera, duca (n. 1495)

## Maggio(5)
- 3 maggio - Ludovico Boccadiferro, filosofo italiano (n. 1482)
- 11 maggio - Pier Paolo Parisio, cardinale, vescovo cattolico e giurista italiano (n. 1473)
- 22 maggio - Sher Shah Suri, sultano indiano (n. 1486)
- 23 maggio - Costanza Farnese, italiana
- 31 maggio - Agnes Tylney, nobile britannica

## Giugno(3)
- 4 giugno - Giovanni Luigi di Nassau-Saarbrücken, sovrano tedesco (n. 1472)
- 12 giugno - Francesco I di Lorena, duca francese (n. 1517)
- 15 giugno - Elisabetta d'Asburgo, principessa (n. 1526)

## Luglio(2)
- 7 luglio - Pernette du Guillet, poetessa francese
- 12 luglio - Maria Emanuela d'Aviz, portoghese (n. 1527)

## Agosto(4)
- 1º agosto - Juan Pardo de Tavera, cardinale e arcivescovo cattolico spagnolo (n. 1472)
- 3 agosto - Benedetto Giovio, notaio e storico italiano (n. 1471)
- 10 agosto - Eleonora Gonzaga di Ludovico, nobildonna italiana
- 22 agosto - Charles Brandon, I duca di Suffolk, diplomatico e nobile inglese (n. 1484)

## Settembre(3)
- 1º settembre - Francesco di Borbone-Vendôme, generale francese (n. 1491)
- 9 settembre - Carlo II d'Orléans, nobile (n. 1522)
- 24 settembre - Alberto di Hohenzollern, cardinale e nobile tedesco (n. 1490)

## Ottobre(3)
- 2 ottobre - Rutgerus Rescius, grecista e editore fiammingo
- 18 ottobre - John Taverner, compositore e organista inglese (n. 1490)
- 20 ottobre - Jacopo V Appiano, nobile (n. 1480)

## Novembre(2)
- 2 novembre - Gaspar de Ávalos de la Cueva, cardinale e arcivescovo cattolico spagnolo (n. 1485)
- 9 novembre - Pietro Lando, politico e militare italiano (n. 1462)

## Senza giorno specificato(27)
- Gabriel Ascherham, predicatore tedesco
- Hans Baldung, pittore, disegnatore e incisore tedesco
- Jeronimo Bassano, musicista italiano (n. 1480)
- Giovanni Bembo, filologo italiano (n. 1473)
- Leonardo Buonafede, vescovo cattolico e mecenate italiano (n. 1450)
- Juan Canuti, vescovo cattolico spagnolo
- Capino Capini, condottiero e ambasciatore italiano (n. 1490)
- Giovanni Vincenzo Corso, pittore italiano (n. 1490)
- Silvio Cosini, scultore italiano
- Pantaleone Cybo, cardinale italiano
- Alejo Fernández, pittore spagnolo (n. 1475)
- Bartolomeo Fumo, giurista italiano
- Guigues Guiffrey, militare francese (n. 1497)
- Hasan Agha, corsaro e politico ottomano (n. 1486)
- Hatakeyama Yoshifusa, militare giapponese (n. 1491)
- Nikola Jurišić, nobile, militare e diplomatico croato (n. 1490)
- Khanzada Begum, principessa indiana (n. 1478)
- Abraomas Kulvietis, scrittore lituano (n. 1509)
- Giovanni Maria Lanfranco, organista, teorico musicale e scrittore italiano (n. 1490)
- Raffaello del Brescianino, pittore italiano
- Pierina Riccia, italiana (n. 1522)
- Giovan Battista Rositi da Forlì, pittore italiano
- Christoph Rudolff, matematico tedesco (n. 1499)
- Andrea Sabatini, pittore italiano (n. 1480)
- Bernardo de la Torre, navigatore e esploratore spagnolo
- Pedro I del Congo, re
- Johannes Stephan van Calcar, pittore tedesco